# Барсуков Степан Данилович
Степа́н Дани́лович Барсуко́в (нар. 8 (20) грудня 1872, с. Сороківка біля Харкова — пом. ?) — російський оперний співак (тенор) і педагог українського походження.

## Життєпис
Походив з селянської родини. Навчався на чоботаря. Співати почав у тюремній церкві хлопчиком. На його спів звернули увагу і він був відправлений на навчання в Москву.
Вокальну освіту здобув у Московському музично-драматичному училищі Московського філармонічного товариства (клас Семена Біжеїча) та у Московській консерваторії (1893—1901).
1901 року дебютував у Большому театрі в ролі Ромео («Ромео і Джульєтта» Ш. Гуно). В цьому ж році дирекція Большого театру направила його в Італію для удосконалення своєї майстерності, де він навчався до 1902 року.
З 1 березня 1902 року по 1912 рік  — соліст Большого театру в Москві.
1903 року співав з Ф. Шаляпіним в опері «Алеко» Рахманінова в Новому театрі.
1907 року гастролював у Нижньому Новгороді.
1898—1921 — викладач Московської консерваторії, професор.
Подальша його доля невідома.

## Родина
Дружина, Адель Конрадівна Барсукова (до шлюбу Тарасевич) — музикантка, випускниця консерваторії.
Мав дітей. Молодшу доньку звали Олександрою.
1909—1913 років родина щоліта відпочивала в Галичі Костромської губернії. Там Степан Данилович займався благодійництвом, підтримував місцеве протипожежне товариство і місцевий театр. 1909 року Адель Конрадівна відкрила першу в цьому місті музичну школу.
Влітку 1910 року в Літньому театрі Степан Барсуков поставив «Русалку» Даргомижського. Наступного літа поставив в театрі пролог із «Снігуроньки» Римського-Корсакова. Вистава йшла під акомпанемент Аделі Конрадівни. Крім спектаклів Барсуков був постановником концертів у Галичі. Останній раз Степан Данилович відвідував Галич влітку 1914 року саме з концертом.

## Партії
- Князь («Русалка» Даргомижського)
- Синодал («Демон» Рубінштейна)
- Туча, Садко, Левко, Гвідон («Псковитянка», «Садко», «Майська ніч», «Золотий півник» Римського-Корсакова)
- Герман, Ленський, Андрій («Винова краля», «Євгеній Онєгін», «Мазепа» Чайковського)
- Фауст («Фауст» Гуно)
- Альфред, Гастон («Травіата» Верді)
- Герцог Мантуанський («Ріголетто» Верді)
- Хозе («Кармен» Бізе)
- Ліонель («Марта» Флотова)
- Йонтек («Галька» Монюшка)
- Джеральд («Лакме» Деліба)
- Діон («Зимова казка» Гольдмарка)
- Мулла («Кавказький бранець» Кюї)
- Володимир Ігорович («Князь Ігор» Бородіна)
- Фінн («Руслан і Людмила» Глінки)
- 1-й дворянин («Лоенгрін» Вагнера)
- Терпнос («Нерон» Рубінштейна)
- Єврей («Скупий лицар» Рахманінова)
- Чаплинський («Пан Воєвода» Римського-Корсакова)
- Лоренцо («Фра-Дияволо» Обера)
- Народний співак («Рафаель» Аренського)
- Родрігес («Дон Кіхот» Масне)
- Молодий циган («Алеко» Рахманінова)
- Левко («Майська ніч» Римського-Корсакова за Гоголем)
- Альоша Попович («Добриня Микитич» Гречанінова)